# فوزي سلو
فوزي سلو (1905-1972) ضابط سوري من دمشق، سُمّي رئيساً للدولة في عهد العقيد أديب الشيشكلي، وقد شغل حقيبة الدفاع في كافة الحكومات المدنية التي تعاقبت على الحكم في سورية من حزيران 1950 وحتى تشرين الثاني 1951. هو أحد الآباء المؤسسين للجيش السوري وعضو وفد سورية المفاوض على الهدنة مع إسرائيل سنة 1949. 

## البداية
ولِد فوزي سلو في دمشق وكان والده ضابطاً في الجيش العثماني. دَرس في الكلية الحربية وتخرج سنة 1924 ليلتحق بجيش الشرق العامل في سورية في زمن الانتداب الفرنسي. وبعد جلاء الفرنسيين عن سورية، عُيّن قائداً لكلية حمص العسكرية في حزيران عام 1946.

## عهد الانقلابات
شارك فوزي سلو في حرب فلسطين، حيث تعرف على كلّ من حسني الزعيم وأديب الشيشكلي، وشاركهما الانقلاب الأول على الرئيس شكري القوتلي في 29 آذار 1949. وفي عهد حسني الزعيم، عُيّن ملحقاً عسكرياً للوفد السوري المفاوض على شروط الهدنة مع إسرائيل. أُعجب الشيشكلي بصرامته وصلابته فقرر الاعتماد عليه للوصول إلى الحكم بعد الإطاحة بحسني الزعيم في 14 آب 1949. شارك فوزي سلو بانقلاب الشيشكلي الأول نهاية ذلك العام، الذي قضى على مشروع الوحدة مع العراق وأطاح بقائد الجيش اللواء سامي الحناوي المدعوم من قبل الأُسرة الهاشمية في بغداد.
لم يتسلّم الشيشكلي الحكم بنفسه، بل أبقى الرئيس هاشم الأتاسي في منصبه ولكنه فرض عليه ضرورة تعيين فوزي سلو وزيراً للدفاع في كافة الحكومات السورية من يومها، لمنعها من أي تقارب مع العراق. وقد سمّي فوزي سلو وزيراً للدفاع من 4 حزيران 1950 وحتى 28 تشرين الثاني 1951، في حكومات كلّ من ناظم القدسي وخالد العظم وحسن الحكيم. وعندما جاء معروف الدواليبي إلى الحكم، رفض الخضوع لأوامر الشيشكلي وقام بتعيين نفسه بدلاً من فوزي سلو في حقيبة الدفاع، وهو من قادة حزب الشعب المحسوبين على الأسرة الهاشمية الحاكمة في بغداد. ثار أديب الشيشكلي ضده وقام بانقلابه الثاني، فوضع كافة أعضاء الحكومة في السجن، مما أجبر رئيس الجمهورية هاشم الأتاسي على الاستقالة، احتجاجاً على تدخلات الجيش وتجاوزات أديب الشيشكلي. بعدها بساعات قليلة، صدر مرسوم بتسمية فوزي سلو رئيساً للدولة يوم 3 كانون الأول 1949.

## رئيساً للدولة
كان فوزي سلو رئيساً شكلياً، تسلّم أعلى المناصب في الدولة السورية إلا أن السلطة الحقيقية بقيت في يد أديب الشيشكلي. في عهده، صدر قرار بحظر جميع الأحزاب يوم 14 كانون الثاني 1952، وبتعطيل مُعظم الصحف اليومية. شكل الرئيس سلو حكومة من الأمناء العامين في الوزارات، تلتها حكومة نظامية في 8 حزيران 1952، ذهبت كافة حقائبها إلى شخصيات مستقلة مثل الطبيب مرشد خاطر، الذي أصبح وزيراً للصحة، ورجل الأعمال منير دياب، الذي عُيّن وزيراً للاقتصاد. وقد شهدت رئاسته انفتاحاً على الأردن بعد تولي الملك طلال الحكم خلفاً لأبيه الملك عبد الله بن الحسين، وعلى مصر، بعد وصول الضباط الأحرار إلى السلطة. وفي 11 حزيران 1953، قدم فوزي سلو استقالته من رئاسة الدولة، بالتنسيق طبعاً مع أديب الشيشكلي، ليتمكن الأخير من تولي رئاسة الجمهورية.

## ما بعد مرحلة الشيشكلي
بعد الإطاحة بحكم الشيشكلي في شباط 1954، صدر أمر اعتقال بحق فوزي سلو بتهمة التلاعب بأمن البلاد والإطاحة بنظامها الدستوري، فتوجه إلى السعودية وعمل مستشاراً للملك سعود بن عبد العزيز حتى مطلع الستينيات. عاد بعدها إلى دمشق، معتزلاً العمل السياسي وتوفي في مستشفى حرستا العسكري عن عمر ناهز 67 عاماً في 29 نيسان 1972.